# Själarna protesterar
Själarna protesterar (hangul: 살아있는 령혼들) är en nordkoreansk film från år 2000 regisserad av landets dåvarande ledare Kim Jong-il.
Kim hoppades att filmen skulle bli en internationell succé likt Titanic. Filmen var storslagen och med en hög ambitionsnivå, men fick ingen distribution utanför Nordkorea.